# Notícias do Mar
O Notícias do Mar foi a primeira publicação exclusivamente dedicada ao mar na perspectiva do desporto, recreio e lazer em Portugal. Foi fundado por Antero dos Santos, que até à data continua a ser o seu director. Actualmente é a publicação de referência na sua área, com uma tiragem mensal de cerca de 10.000 exemplares.
O jornal foi acompanhando a evolução dos desportos náuticos, incluindo ao longo dos anos novas secções sobre surf, windsurf, body-board, motas de água, etc.

## História
As primeiras edições do Notícias do Mar surgiram no final dos anos 70, com uma periodicidade bimensal. O jornal era impresso a duas cores num papel amarelado. As primeiras edições cobriam sobretudo as áreas do mergulho, caça submarina e a pesca desportiva.